# Bocchoris aptalis
Bocchoris aptalis is een vlinder uit de familie van de grasmotten (Crambidae), uit de onderfamilie van de Spilomelinae. De wetenschappelijke naam van deze soort is voor het eerst voorgesteld als Botys aptalis door Francis Walker in een publicatie uit 1866.

## Ondersoorten
- Bocchoris aptalis aptalis (Walker, 1866)
- Bocchoris aptalis kwangtungialis Caradja, 1925

## Verspreiding
De soort komt voor in China (Jiangxi), Indonesië (West-Papoea) en Japan.